# Linux Standard Base

Linux Standard Base

Linux Standard Base (LSB) は、複数のLinuxディストリビューションの共同プロジェクトであり、Linux Foundationを活動母体としてLinux系オペレーティングシステムの内部構造の標準化を行うものである。LSBはPOSIX仕様、Single UNIX Specification、その他いくつかのオープン標準に基づいて、特定の分野についてそれらを拡張している。
LSBの目標は次の通りである。
「LSBの目標は、Linuxディストリビューション間での互換性を向上させ、準拠システム上でのアプリケーションの動作を保証するよう標準規格を策定・振興することである。さらに、ソフトウェアベンダーがLinux向けに製品を移植したり開発する際の調整努力を助ける。」
LSB準拠製品の認証手続きが定められている。認証はThe Open GroupがLinux Foundationの協力の下に行う。なお、Linux FoundationはFree Standards GroupとOpen Source Development Labsが合併して誕生した。
LSBには以下のような点が規定されている。
- POSIX標準を拡張した、標準ライブラリとコマンド / ユーティリティ群
- ファイルシステムの階層構造のレイアウト
- ランレベルの定義
- CUPSのようなスプーラーやFoomaticなどのツールを含むプリンタシステム
- X Window Systemのいくつかの拡張

## バージョン履歴
- 1.0: 2001年6月 - 最初のリリース
- 1.1: 2002年1月 - ハードウェア固有仕様の追加 (IA-32)
- 1.2: 2002年6月 - ハードウェア固有仕様の追加（PowerPC 32ビット）。認証は2002年7月から開始
- 1.2.1: 2002年10月 - ハードウェア固有仕様の追加 (Itanium)
- 1.3: 2002年12月 - ハードウェア固有仕様の追加 (Itanium, Enterprise System Architecture/390, z/Architecture)
- 2.0: 2004年9月 - モジュール化され、LSB-Core、LSB-CXX、LSB-Graphics、LSB-I18n（リリースされず）に分割。ハードウェア固有仕様の追加（PowerPC 64ビット、AMD64）。Single UNIX Specification (SUS) バージョン3との同期が行われた。
- 2.0.1: LSB 2.0のISO版。全ハードウェア固有部分がマージされたもの（ただし、LSB-Grphics は汎用バージョンのみ）
- 2.1: 2004年
- 3.0: 2005年7月1日 - ライブラリAPIの更新。特にC++ ABIがgcc 3.4のものになった。中核部はISO POSIX (2003)、Technical Corrigenda 1:2005に基づくよう更新された。
- 3.1: 2005年10月31日 - ISO/IEC 23360として提出された。
- 3.2: 2008年1月28日 - ISO/IEC 23360として提出された。
- 4.0: 2008年11月11日 -このバージョンでは以下の機能が含まれた。
  - GNU Cライブラリ version 2.4
  - LSB 3.xとのバイナリ互換性
  - SDKによる容易化
  - グラフィックライブラリGTK+とCairoの新しいバージョンのサポート
  - Java (オプションモジュール)
  - LSB準拠のRPMパッケーシを容易に作成する方法
  - Crypto API (ネットワークセキュリティサービスライブラリ) (オプションモジュール)
- 4.1: 2011年2月16日 -このバージョンでは以下の変更が行われた。
  - Javaの削除
  - LSB 4.0から推奨されてきたマルチメディア (ALSA), セキュリティ (NSS) そしてデスクトップ関連 (xdg-utils) のトライアルモジュールが必須サブモジュールとして奨励されるように。
  - GTK+、CairoとCUPSライブラリの更新。
  - 3つの新しいテストスイーツの追加。
- 5.0: 2015年6月2日 -このバージョンでは以下の変更が行われた。
  - 以前のバージョンとの下位互換性を失う初めてのメジャーリリース（LSB3との互換性、一部の例外を除けばLSB3.1以降とほぼ完全な互換性がある）。
  - FHS3.0での変更を組み込む。
  - Qt3ライブラリの削除。
  - 進化したモジュール戦略。LSBはLSB Core、LSB Desktop, LSB Languages, LSB Imaging, and LSB Trial Useにモジュール化された。

## 後方互換性
LSBは、バイナリ互換で安定したソフトウェアベンダから独立したABIを作るよう設計されている。後方互換性を達成するために、それぞれのそれに続くバージョンは純粋に追加的なものとなっている。言い換えると、インタフェースは加えられるのみで、除去されない。LSBは、LSBからインタフェースが除去されるときのためにアプリケーション開発者に十分な時間を与えるため、インタフェース廃止ポリシーを適用している。
これは、開発者にLSB中の全てのインタフェースに頼ることを許し、驚きなしに変更を計画し、周知する時間のためのものである。インタフェースは、3つのメジャーバージョンか、約11年、"deprecated"とマークされた後にのみ除去される。
LSB 5.0は、それ以前のバージョンとの後方互換性を壊した初めてのメジャーバージョンである。

## 批判
LSBはメンバー企業以外（特にDebianプロジェクト）からの入力を受け付けないことで批判されている。
例えば、LSBではソフトウェアパッケージの配布形式として LSB 準拠のインストーラか、制限された形態のRPM形式を指定している。DebianはRPMより以前からdebパッケージ形式を使っており、Debianの開発者はそのパッケージ形式がRPMより優れていて、LSBに準拠するためにパッケージ形式を変えるのは現実的でないと主張している。Debianのパッケージマネージャとパッケージ形式にはRPMには無い機能があり、逆にRPMにだけ存在する機能もある。従って、Debianのパッケージ形式をRPMにするのは簡単ではない。
これに対処するため、LSBではそのOS自身のパッケージ形式については特に規定せず、単に RPM を追加サポートすることでサードパーティーが任意のLinuxシステム向けにソフトウェアを配布できるようにするとしている。Debianは既にオプションでLSBをサポートしている（LSB 1.1を "woody" で、2.0を "sarge" で、3.1を "etch" でサポート）が、問題はそれだけでは収まらない。DebianはRPMパッケージをネイティブのパッケージ形式に変換する "alien" というプログラムを用意している。しかし、LSB側は「このことでDebianがLinux Standard Baseに完全準拠していることにはならず、LSB準拠と解釈するべきでない」としている。
また、認証テストスイートもバグが多く不完全であると批判されている。GNU Cライブラリ主要開発者のUlrich DrepperはLSBのテストスイートについて、バグのあるテストに合格するようにした場合、ディストリビューション間で非互換が発生する原因にもなるとしている。また彼は、ディストリビューションのテストだけではアプリケーションの互換問題は解決されないと指摘し、アプリケーションのテストをしていない点を非難している。
以上挙げた点以外ではLSBは広く受け入れられている。